# Морской конвой

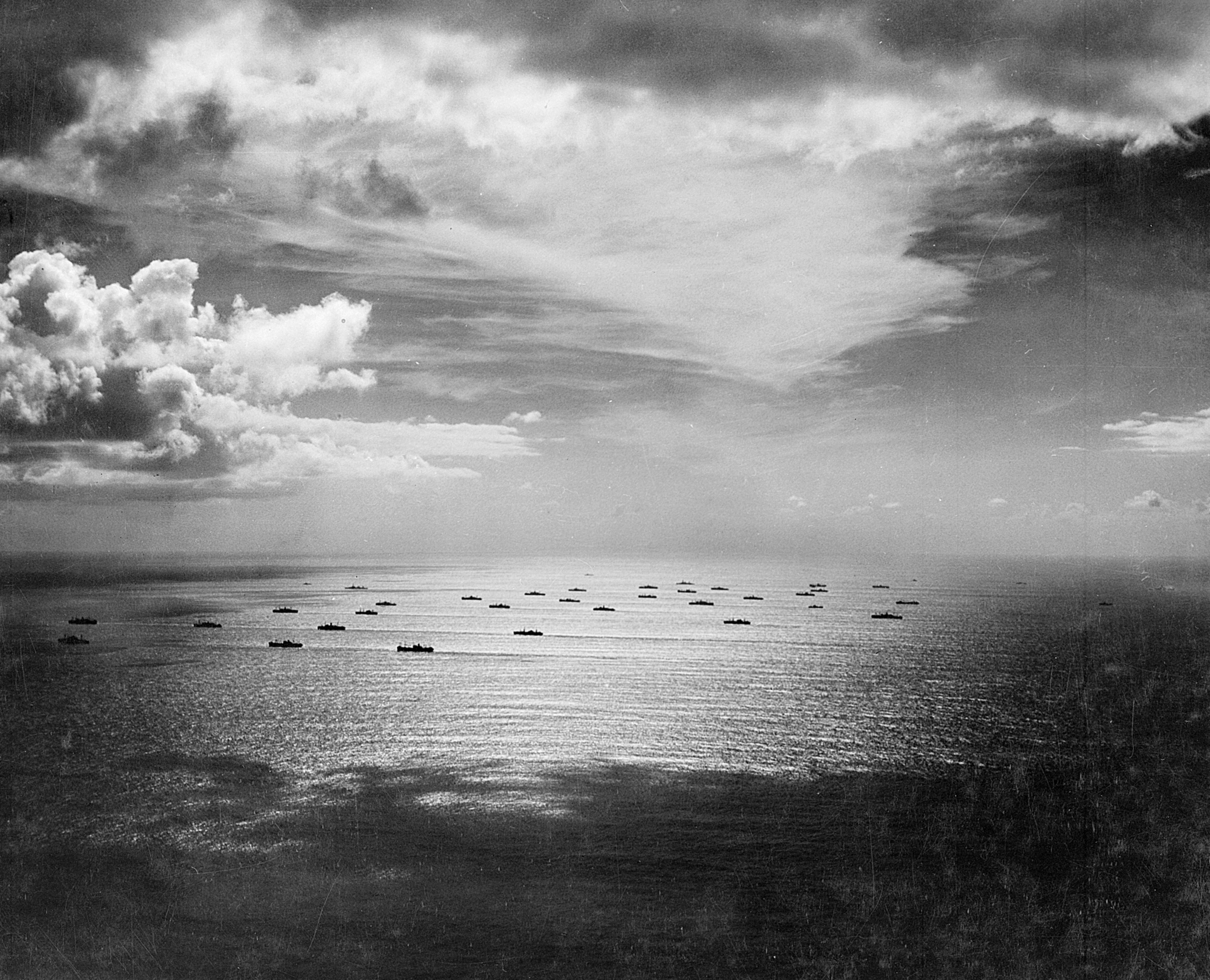
Трансатлантический конвой, ноябрь 1942 год.

Морской конвой (фр. convoi: сопровождение, сопутствие) — временное формирование, состоящее из группы транспортных и торговых судов, передвигающихся под охраной военных кораблей для защиты от противника и взаимной поддержки. 
Морской конвой создается на время перехода.

## Виды конвоев
В тактике выделяются два вида участников конвоя: транспорты и охранение. Все охраняемые корабли и суда считаются транспортами, независимо от того, военные это транспорты, торговые суда или боевые корабли. Боеспособные корабли, действующие совместно со своим охранением, считаются не конвоем, а корабельным соединением или корабельной группой. Это называется эскортом.
Конвои подразделяются на:
- По району перехода:
  - Океанские
  - Прибрежные

- По размерам:
  - Малые (до 10 транспортов)
  - Средние (10-30 транспортов)
  - Большие (30-100 транспортов)
  - Сверхбольшие (свыше 100 транспортов)

- По скорости (по генеральному курсу):
  - Тихоходные (до 10 узлов)
  - Быстроходные (свыше 10 узлов)

- По характеру транспортов:
  - Грузовые (иногда выделяют танкерные)
  - Войсковые
  - Смешанные
  - Специальные

Например, крейсер «Чикаго», поврежденный в бою у острова Реннел, и взятый на буксир крейсером «Луисвилл», представляли собой малый океанский тихоходный специальный конвой.

## Тактика конвоев

Пример организации ордера конвоя PQ-17

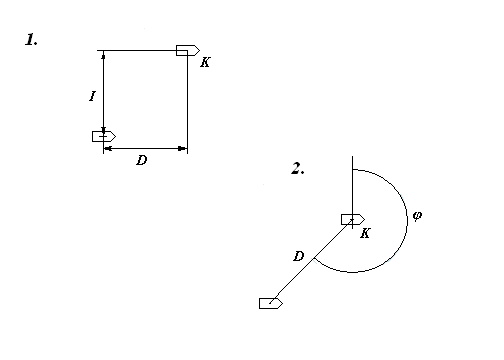
Способы задания позиций в ордере:
1 по интервалу и дистанции,
2 по пеленгу и дистанции

Всем участникам конвоя назначается район сбора и формирования. Первыми базы покидают корабли охранения, затем из пунктов погрузки выходят транспорты, самые ценные из них последними. Все они должны прибыть в район сбора не позже срока отхода. Командир конвоя назначает позиции в ордере, порядок связи и сигналы, маршрут и элементы движения, действия в случае отставания или потери, задачи охранению. В пределах этих задач командир охранения пользуется самостоятельностью. В срок отхода конвой начинает движение. В конце маршрута назначается район расформирования, из которого транспорты следуют в пункты разгрузки самостоятельно. Первыми в порт входят самые ценные транспорты, последними корабли охранения.
Для совместных действий корабли и суда конвоя соблюдают параметры движения: заранее установленный строй — ордер, курс и скорость. Выдерживание параметров движения выполняется по правилам совместного плавания. Как правило, назначается основной корабль (судно), называемый уравнителем. Он задает курс и скорость, по которым равняются остальные корабли и суда. Назначенные им позиции могут определяться двумя способами: интервалом и дистанцией от уравнителя (или центра ордера), или пеленгом и дистанцией. Для позиций задаются допустимые пределы изменения координат: например, ± 0,5 каб по дистанции, или ± 1° по пеленгу.

### Ордер
Может включать в себя основные силы (ядро) конвоя, ближнее и дальнее охранение. Выбирается с расчетом максимальной защиты транспортов и эффективности охранения, и удобства маневрирования конвоя в целом. Возможны все варианты ордеров, предусмотренные правилами совместного плавания. Но наиболее распространены круговой ордер и фронт колонн (для ядра). В первом случае транспорты располагаются одним или более кругами вокруг уравнителя, во втором несколькими параллельно идущими колоннами. Во втором случае ширина ордера определяется числом колонн, а глубина числом рядов.
Охранение является частью ордера, и также выдерживает позиции относительно уравнителя. Позиции ближнего охранения имеют малые пределы изменения, позиции дальнего охранения — более широкие. С разрешения командира конвоя допускается покидание позиций: для выполнения отдельных задач, или если невозможно выдерживание параметров движения.
Специализированные корабли охранения выдвигаются для прикрытия конвоя с угрожаемых направлений (англ. threat axis). Например, если ожидается воздушная атака от 120°, кораблю УРО назначается позиция на дистанции 10÷20 миль от центра ордера по пеленгу 115÷135°.
В состав охранения может включаться палубная и базовая патрульная авиация (БПА). Ей назначаются зоны действия — относительно центра ордера, или фиксированные позиции, обычно впереди по курсу или на флангах.

### Генеральный курс
Генеральный курс выбирается с учетом как быстроты доставки, так и безопасности перехода. Обычно отличается от кратчайшего пути к месту назначения, и включает в себя оперативный зигзаг — изменения курса с целью введения противника в заблуждение относительно назначения конвоя, или обхода опасных зон.
Текущий курс может отличаться от генерального, если используется тактический зигзаг — изменения курса для затруднения атак, прежде всего подводных. Тактический зигзаг представляет собой повторяющуюся серию изменений курса, с заранее обусловленными углами отворота и временем лежания на каждом колене. Колена выбираются с расчетом создать видимость случайных отворотов, но не уменьшать скорость по генеральному курсу более чем на 10÷15 %.

## История
Можно уверенно сказать, что как только появились торговые корабли, в противоположность военным, им понадобилась охрана от нападения. То есть конвои возникли вместе со специализацией кораблей. Однако первые документальные свидетельства конвоирования дошли до нас из средневековья. Ганзейские записи Северной Европы упоминают конвои начиная с XII века. Создание организованной системы конвоев связывают с возникновением регулярных флотов.

### Век паруса

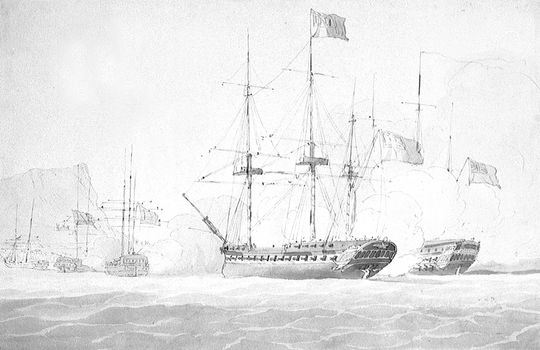
Sibylle против HMS Romney, 17 июля 1794. На заднем плане конвой, охраняемый Sibylle

Первой хорошо документированной системой были конвои, организованные Испанией для связи с колониями в Новом Свете. Самым крупным был так называемый «Серебряный флот», отправлявшийся из Центральной Америки в Испанию раз в год. Хотя изначально галеон задумывался как вместительный океанский корабль, способный постоять за себя сам, уже к концу XVI века возникает разделение на «боевые галеоны» и прочие.
По мере развития колониальной системы все европейские страны создали развитую систему конвоев. Многие крупные морские сражения века паруса велись ради захвата или защиты конвоев. Среди самых известных: Сражение при Доггер-банке (1781), Славное первое июня, Бой Данса. Сама Армада была ничем иным, как сверхбольшим войсковым конвоем.
Ведущая морская держава века паруса — Великобритания — поддерживала несколько постоянных путей конвоев по всему свету, плюс большое количество прибрежных в собственных водах. Основными путями (по важности) были:
1. В Индию и Китай, вокруг мыса Доброй Надежды
2. В Карибское море, через Западную Африку
3. В Средиземное море, через Гибралтар
4. В Канаду (Галифакс)
5. В Балтийское море (Швеция, Германия, Россия)

Хотя общие представления о конвоировании уже были выработаны на опыте, не существовало понятия о соразмерности сил и задач. Соответственно, не было обоснованного расчета сил. Конвои, считавшиеся самыми важными, мог охранять целый флот. Наоборот, не пользовавшиеся вниманием получали очень слабое охранение, и то не всегда. Например, французский конвой из 120 «купцов» при Первом июня защищал флот из 26 линейных кораблей, не считая более мелких. Наоборот балтийские конвои, традиционно считавшиеся сиротскими, временами имели один шлюп или бриг на конвой в сотню кораблей. Китайский же конвой 1804 года, несмотря на всю его важность, был вынужден идти вообще без охранения.
Значительные силы отнимали прибрежные конвои, для защиты от пиратства и приватирства. Главными районами их действий были Английский канал и Северное море, Вест-Индия, Дальний восток, Средиземное море, а во время войны 1812 года — Северная Америка.
По окончании Наполеоновских войн, в период так называемого Pax Britannica, конвои использовались широко, но продолжали действовать по образцу века паруса.

### Мировые войны
К началу XX века взгляды на защиту торговли, и в частности конвои, находились под влиянием идей Махана, как их понимало Британское Адмиралтейство. Главной силой, и мерой боеспособности флота в целом, считался линкор (до него броненосец), а защита торговли считалась обеспеченной, если линкоры выиграют генеральное сражение. Исходя из этого, к началу Первой мировой войны главные противники — британский и немецкий флота — почти не уделяли конвоям внимания. Более того, Великобритания полностью отказывалась от них, считая, что рассредоточенное самостоятельное движение транспортов защитит их просто в силу больших расстояний и общего превосходства британского флота.
В результате Великобритания, разветвленная сеть морских путей которой была наиболее уязвима, понесла тяжелые потери, когда Германия перешла к неограниченной подводной войне. Только под давлением успехов немецких подводных лодок Британия ввела систему конвоев в 1917 году, но и тогда сделала её обязательной только в сентябре.

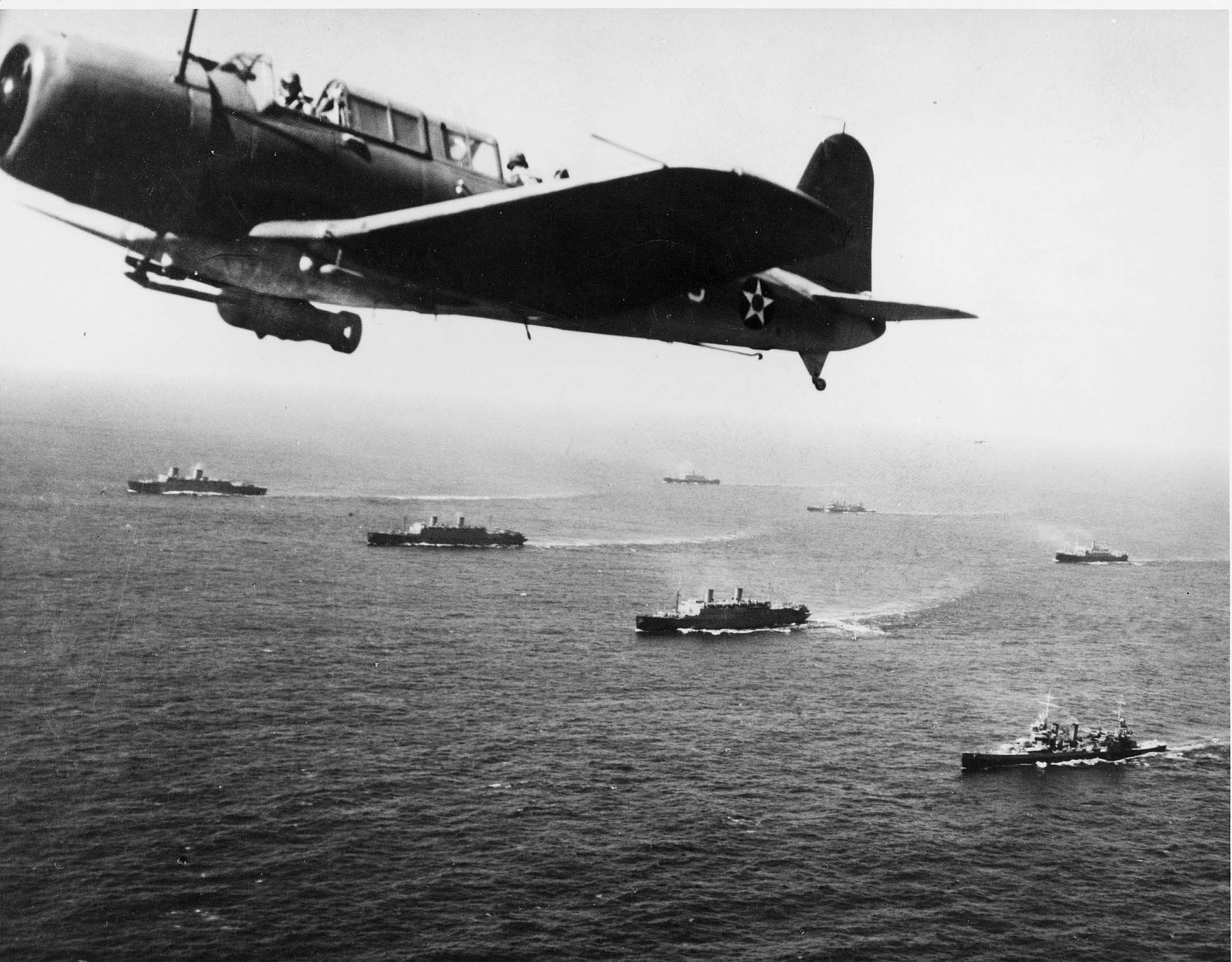
Смешанный конвой на Кейптаун, ноябрь 1941. Хорошо видны крупные войсковые транспорты и тяжёлый крейсер в первом ряду. Судя по кильватерным следам, конвой только что выполнил отворот вправо

Несмотря на уроки Первой мировой войны, представление о главенстве линкоров сохранилось в Британии к началу Второй. На этот раз универсальным средством от подводной угрозы называли ASDIC — активную гидроакустическую станцию. Пользуясь им как предлогом, Адмиралтейство откровенно враждебно относилось к предложениям развивать специальные корабли для конвойной службы, заявляя, что самому флоту они нужнее. Приводились и аргументы о неэффективности использования тоннажа: участники конвоя должны были ждать в пунктах формирования, а при переходе равняться по скорости по самому медленному транспорту.
Точно так же планы военно-морского контроля над судоходством существовали только для отдельных критически важных перевозок. Однако с началом войны пришлось перейти к сплошному конвоированию транспортов, так как угроза стала очевидна. Вначале присоединение к конвоям оставалось на усмотрение торговых капитанов. Но с весны 1940 года оно стало обязательным.
Рост угрозы судоходству, прежде всего со стороны подводных лодок, заставил строить новые типы кораблей, например шлюп, эскортный эсминец и фрегат, на ходу менять тактику и создавать новые способы обнаружения лодок и образцы оружия. Были и попытки изменить стратегию, например отказаться от конвоирования и заменить его активным поиском. Но опыт показал, что конвой всё же остался самым эффективным средством защиты судоходства.
Союзники создали разветвленную систему конвоев, двигавшихся по постоянным маршрутам, из которых главным был путь через Северную Атлантику. На Тихом океане главными были конвои, поддерживавшие американское наступление через Полинезию и Филиппины на Японию. Японцы организовывали конвои по мере надобности, не создавая регулярного сообщения.
Итальянцы использовали конвои на Средиземном море, главным образом для снабжения войск в Северной Африке, а немцы в Норвежском море и Балтике для подвоза стратегического сырья из Норвегии и Швеции. Кроме того, они формировали прибрежные конвои для проводки между портами Северного моря и Ла-Манша, например для вывода рейдеров в Атлантику и обратно.

#### Тактика
Наибольший опыт проводки конвоев, по необходимости, был у союзников. Ему соответствовала и наиболее развитая тактика.
Каждый транспорт, покидающий порт, получал точку сбора (район формирования) и предельный срок рандеву (день и час отхода конвоя). Прибыв в точку к сроку, он поступал в распоряжение командира конвоя, который назначал ему позицию, порядок связи и точку назначения (район расформирования). Остальные сведения, необходимые для плавания в конвое, капитаны должны были знать заранее. По сигналам командира транспорты занимали позиции и конвой начинал движение. В подчинении командира конвоя находился также командир охранения.
Был выработан эффективный ордер. Ядро шло строем параллельных колонн, где ширина превышала глубину. Расстановка транспортов в ядре выбиралась с учетом риска: самые ценные и крупные (танкеры, войсковые транспорты и т. д.) находились в первых рядах в центре, остальные на флангах и в хвосте. Ближнее охранение располагалось по кругу. Где возможно, дальнее охранение из групп двух- и трехкорабельного состава выдвигалось на угрожаемое направление; одна такая группа выделялась для «зачистки» позади конвоя. На основе опыта было определено оптимальное соотношение: 1 корабль охранения на 2,5 транспорта. Предпочтение отдавалось большим и сверхбольшим конвоям, так как с их ростом занимаемая площадь (а значит, число транспортов) растет геометрически, а периметр (и потребная численность охранения) только линейно.
В таблице приведен ордер среднего тихоходного конвоя UGS-3 (12-28 декабря 1942, Нью-Йорк-Гибралтар-Касабланка). Охранение составляли 5 эскадренных миноносцев (1 типа Sims, 4 типа McCall). Командир конвоя обозначен (C), танкеры (T). Очевидно что средние, менее подверженные риску, колонны длиннее фланговых, и танкеры сосредоточены в них. Пустые позиции (92, 63, 54) — отставшие или не прибывшие к формированию транспорты.
|    | C1           | C2                   | C3              | C4                  | C5           | C6               | C7                   | C8                 | C9                  | C10           | C11      |
| -- | ------------ | -------------------- | --------------- | ------------------- | ------------ | ---------------- | -------------------- | ------------------ | ------------------- | ------------- | -------- |
| R1 | Samuel Chase | Arthur Middleton (T) | Rhode Island    | John C. Calhoun (T) | Peter Minuit | Mattaponi (C)(T) | Atlanta City         | Lena Luckenbach    | Steel Traveler      | Gulf Port (T) |          |
| R2 | Daniel Huger | Benjamin Harrison    | Bret Harte      | John Jay            | Hegira       | Benjamin Bourn   | Lancaster            | Illinoan (T)       |                     | Algic         | Wildwood |
| R3 |              | Oliver H. Perry      | John J. Wittier | George Weems        | Alan A. Dale |                  | Paul Hamilton        | Columbian (T)      | Alcoa Voyager       | Michigan      |          |
| R4 |              |                      | Zachary Taylor  | Thomas Simingen Lee |              | Anthony Crankne  | Julia Luckenbach     | C. J. Barkdull (T) | Mokihana            |               |          |
| R5 |              |                      | West Madaket    | Esso Bayway (T)     | Rapidan (T)  | Mount Evans      | Joel Chandler Harris | West Nilus         | Esso Charleston (T) |               |          |

В состав больших конвоев стали включать и спасательные суда. Они оказывали помощь поврежденным транспортам, и возвращали их в ордер, а также вели спасение команд, вынужденных покинуть транспорты. Благодаря им заметно снизились потери в транспортах, так как оставшие неохраняемые суда были предпочтительной целью подводных лодок.
Была по достоинству оценена важность прикрытия с воздуха. Где возможно, в состав конвоя включались авианосцы. Так, HMS Audacity был потоплен во время сопровождения конвоя HG 76, возвращавшегося из Гибралтара.

### Послевоенное использование

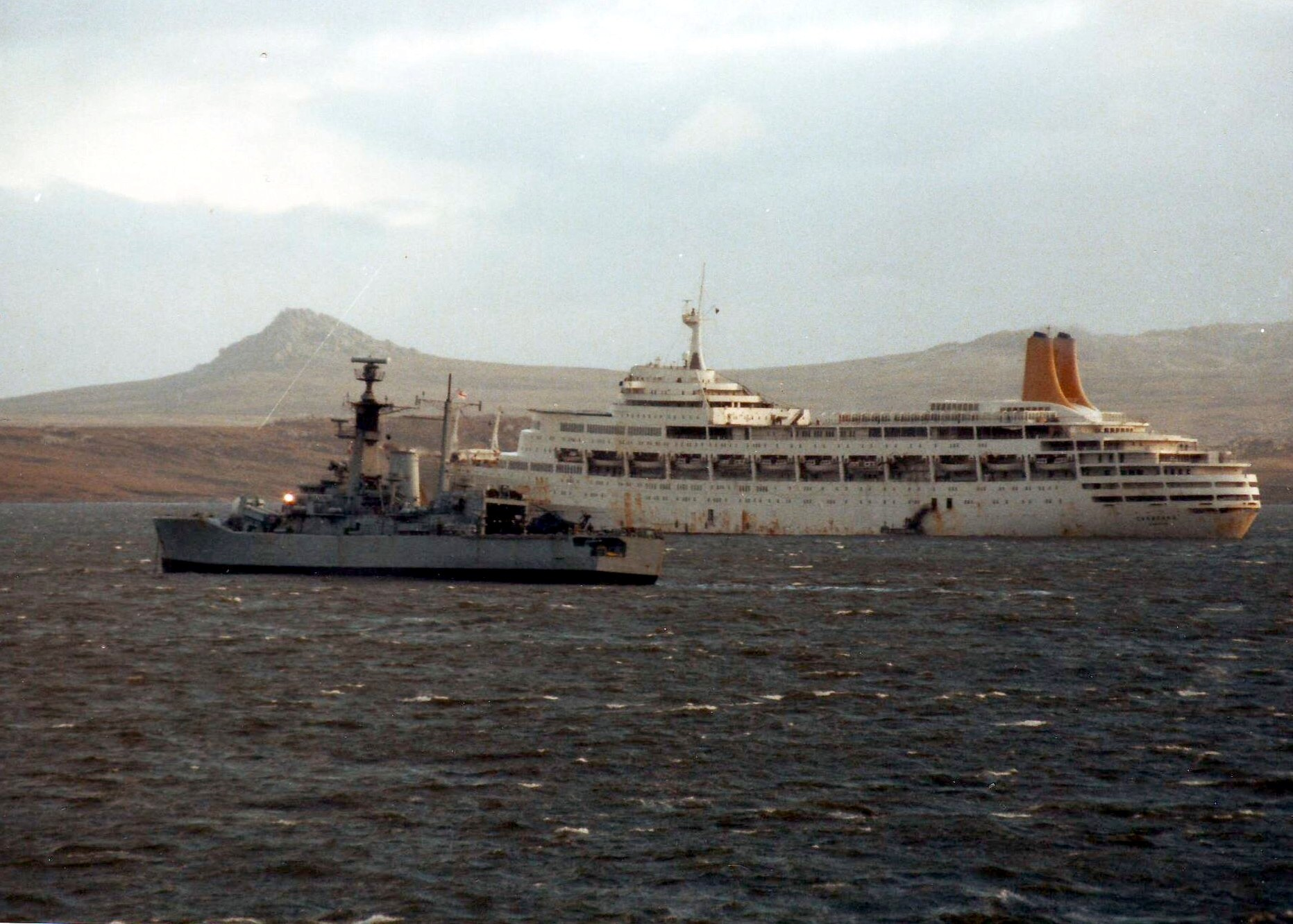
Войсковой транспорт Canberra в охранении фрегата HMS Andromeda, Порт-Стэнли, 16 июня 1982

В послевоенные годы, по опыту конвоев времен войны, западные исследователи сделали выводы, спроецированные на ожидаемые будущие конфликты:
1. Значение конвоев возрастает, так как возрастает потребность современных армий в снабжении, особенно ГСМ (на каждую тонну твердых грузов приходится более 5 тонн жидких), а численность войск в ожидаемых зонах конфликта придется наращивать с его началом.
2. Мировой торговый флот сократился, а тоннаж увеличился, то есть бо́льший объём грузов превозится меньшим числом более крупных судов. Соответственно, ценность каждого прогрессивно выросла, и относительный урон от потери каждого судна выше.
3. Основную угрозу конвоям представляют подводные лодки и авиация, способные нести ПКР. Дистанции и темпы атаки резко выросли, время на реакцию охранения сократилось. Для компенсации этого требуется глубже эшелонированная оборона.

Были разработаны и проигрывались на учениях две основные концепции защиты судоходства: «Подвижная зона господства» (англ. Mobile Sea Control Area) и «Защищенная зона морских коммуникаций» (англ. Protected Sea Lane of Communications). Из них первая является развитием идеи конвоирования. В этой модели конвой высокой ценности помимо ближнего охранения имеет дальнее, в которое могут входить 1 авианосная многоцелевая группа (АУГ), 1 авианосная противолодочная группа (АПГ), самолеты базовой патрульной авиации (БПА) и 1÷2 атомные ПЛ. Радиус контролируемой зоны в пределах 150÷250 миль.
В 1982 году Королевский флот организовал постоянные конвои в ходе Англо-Аргентинского конфликта . Основным маршрутом был: остров Вознесения — район маневрирования и перегрузки транспортов (англ. TRALA) к востоку от Фолклендских островов. Затем к нему добавился маршрут остров Вознесения — Южная Георгия. Типичным был смешанный конвой до 12 транспортов в охранении 1÷2 фрегатов при поддержке БПА. Основной опасностью считалась подводная. На деле аргентинская сторона не предприняла против коммуникации ничего.

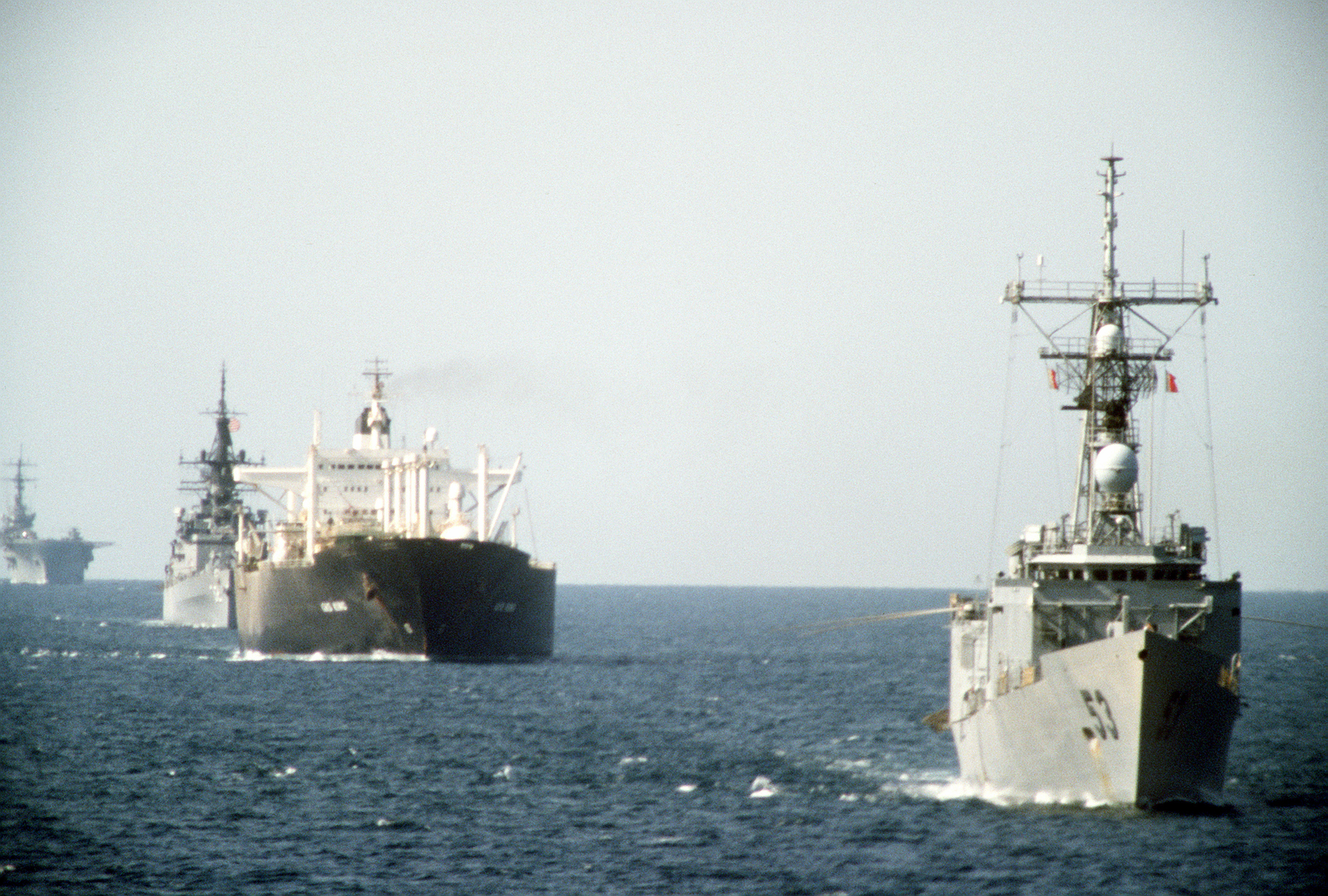
Танкерный конвой, Персидский залив, 21 октября 1987

Самой крупной конвойной операцией послевоенного времени была Операция «Earnest Will» 1987—1988 годов, во время так называемой «танкерной войны» в Персидском заливе. Военно-морские силы США конвоировали сменившие флаг танкеры для защиты от иранских нападений. Типичный конвой состоял из одного танкера и одного-двух кораблей охранения класса фрегат или эсминец. Вначале наибольшей угрозой считались обстрелы ПКР берегового базирования, затем на первый план вышли атаки вооруженных скоростных катеров и минная опасность. Всего операция продолжалась 15 месяцев.
В 2003 году, во время второй иракской войны, Королевский флот проводил конвои к порту Умм-Каср и в устье реки Шатт-эль-Араб. Конвои в основном состояли из британских танкодесантных кораблей, использовавшихся как грузовые, позже к ним присоединились американские госпитальные суда и транспорты. Охранение в морской части перехода состояло из британских фрегатов, в речной их сменяли тральщики и патрульные катера, в том числе надувные. Основную опасность представляли мины, второстепенную обстрелы с берега.